# エディ・ジョーンズ (アメリカンフットボールエグゼクティブ)
エディ J. ジョーンズ (1938年6月18日 - 2012年6月27日) は、NFLのアメリカンフットボール幹部。

## 経歴
1968年にニューオーリンズ・セインツのビジネスマネージャーとしてキャリアをスタートさせ、1982年から1985年までセインツの球団社長兼最高執行責任者を務めた。
1988年にマイアミ・ドルフィンズの管理・財務担当副社長として入団し、1990年にドルフィンズの副社長兼ゼネラルマネージャーに就任した。1996年には副社長から社長に昇格し、2005年に引退するまで16年間、ドルフィンズのゼネラルマネージャーを務めた。
2012年6月27日、逝去。享年74歳。